# Pả Vi
Pả Vi là một xã thuộc huyện Mèo Vạc, tỉnh Hà Giang, Việt Nam.

## Địa lý
Xã Pả Vi có vị trí địa lý:
- Phía đông giáp xã Giàng Chu Phìn
- Phía tây giáp huyện Đồng Văn và xã Sủng Trà
- Phía nam giáp thị trấn Mèo Vạc xã Tả Lủng
- Phía bắc giáp xã Pải Lủng và xã Xín Cái.

Xã Pả Vi có diện tích 20,02 km², dân số năm 2019 là 3.288 người, mật độ dân số đạt 164 người/km².
Trên địa phận xã Pả Vi có tuyến tỉnh lộ nối giữa thị trấn Mèo Vạc và Quốc lộ 4C. Sông Nho Quế tạo thành một đoạn ranh giới tự nhiên giữa Pả Vi và Xín Cái.

## Hành chính
Xã Pả Vi được chia thành 6 thôn: Pả Vi Thượng, Pả Vi Hạ, Sà Lủng, Kho Tấu, Há Súng, Mã Pì Lèng.

## Lịch sử
Trước đây, Pả Vi là một xã thuộc huyện Đồng Văn.
Ngày 5 tháng 7 năm 1961, Hội đồng Chính phủ ban hành Quyết định số 91-CP về việc thành lập xã Thống Nhất thuộc huyện Đồng Văn trên cơ sở một phần diện tích và dân số của xã Mèo Vạc.
Ngày 13 tháng 12 năm 1962, Bộ Nội vụ ban hành Quyết định số 328-NV về việc đổi tên xã Thống Nhất huyện Đồng Văn thành xã Pả Vi.
Ngày 15 tháng 12 năm 1962, Hội đồng Chính phủ ban hành Quyết định số 211-CP về việc thành lập huyện Mèo Vạc trên cơ sở tách xã Pả Vi thuộc huyện Đồng Văn.

## Du lịch

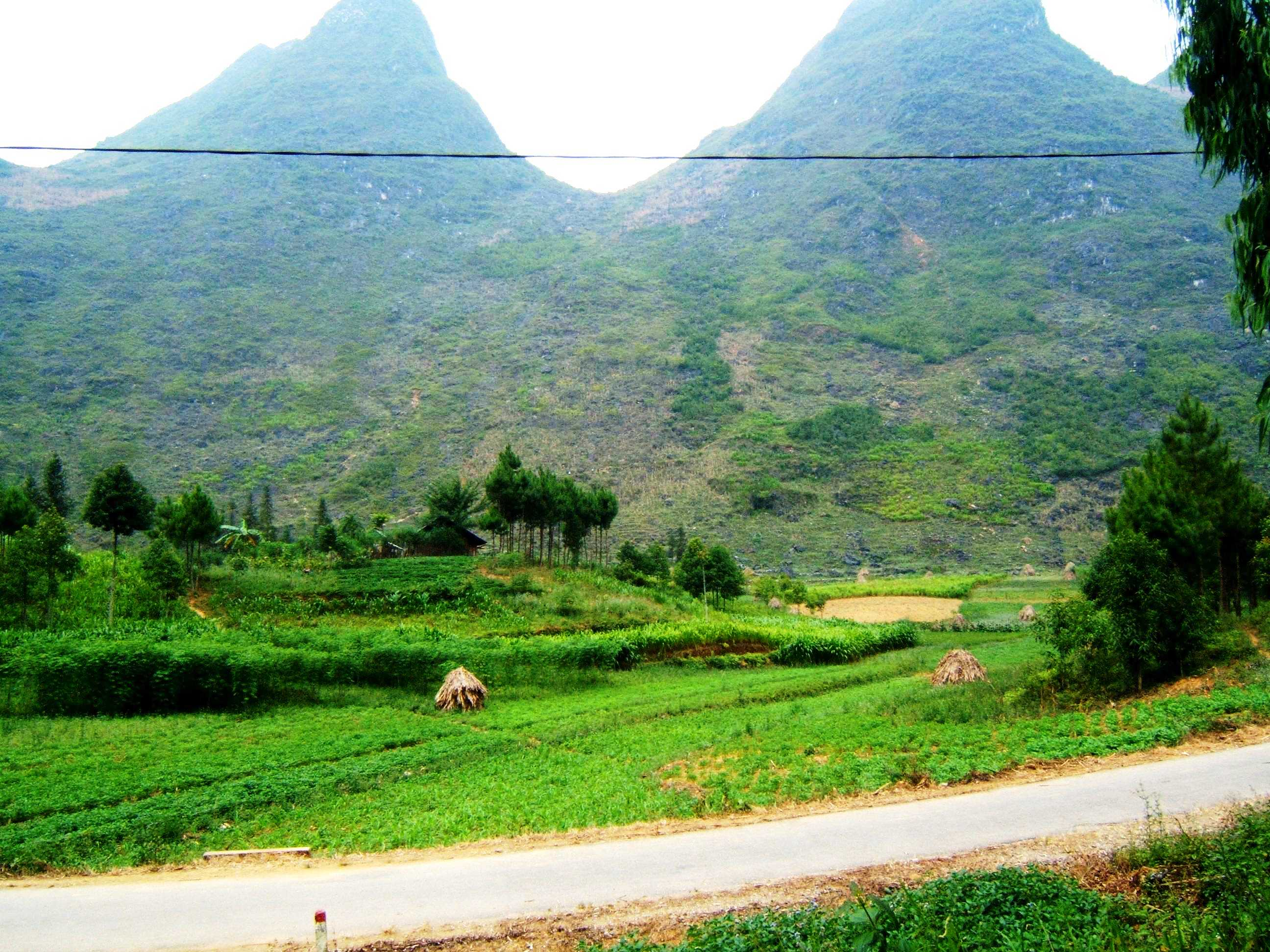
Thung lũng chứa nước ngầm cạnh quốc lộ 4C bản Pả Vi Thượng

Pả Vi có một phần diện tích thuộc Đèo Mã Pí Lèng nằm trên đỉnh núi cao 1.500 m so với mặt nước biển, với diện tích được khoanh vùng bảo vệ là 796,25ha, được coi là khu vực di sản đặc sắc về địa chất và cảnh quan; khu vực đỉnh đèo được đánh giá là một trong những điểm quan sát toàn cảnh vào loại đẹp nhất ở Việt Nam; hẻm vực sông Nho Quế là một trong những thung lũng kiến tạo độc nhất vô nhị ở Việt Nam.